# Yore Dea
Yore Dea (hébreu יורה דעה « enseignant du savoir », d'après Isaïe 28:9 « à qui enseigne-t-il le savoir ? », acronyme יו"ד Yo"d) est la seconde section de l'Arbaa Tourim, le code halakhique de Jacob ben Asher, sur lequel se modèle le Choulhan Aroukh de Joseph Caro et leurs commentaires ultérieurs. 
Le Yore Dea traite des lois de permis et interdits (halakhot issour veheiter), couvrant des aspects divers de la loi juive, dont la cacherout (code alimentaire), les serments, le deuil et les lois de pureté (familiale et rituelle). Il a été commenté principalement par Shabbataï Cohen dans Siftei Cohen, Hezekya da Silva dans le Pri Hadash et dans le Pit'hei Teshouva, un recueil de responsa traitant aussi du Even Haezer, outre les commentaires généraux du Choulhan Aroukh.

## Table des matières des sujets traités
- Lois relatives à la cacheroute
  - Lois de la shehita
  - Lois de recouvrement du sang
  - Lois de la déchirure (rendant l'animal impropre à la consommation)
  - Lois des dons faits aux cohanim
  - Lois du membre [arraché] du vivant
  - Lois sur les graisses
  - Lois sur le sang
    - Lois sur la salaison (afin de retirer le sang de la viande)

  - Lois sur les bêtes pures
  - Lois sur les choses sortant du vivant
  - Lois sur les signes de la volaille
  - Lois sur les poissons
  - Lois sur les vers
  - Lois sur les œufs
  - Lois sur la viande et le lait
  - Lois sur les mélanges
- Lois sur les vœux (articles 203-235)
- Lois sur les serments (236-239)
- Lois sur le respect dû aux parents et aux maîtres (240-244)
- Lois sur l'étude de la Torah (245-246)
- Lois sur la tzedaka (247-259)
- Lois sur la circoncision (260-266)
- Lois sur les serviteurs (267)
- Lois sur les convertis (au judaïsme) (268-269)
- Lois sur le Sefer Torah (270-284)
- Lois sur la Mezouza (285-291)
- Lois sur le renvoi (de la mère des oiseaux) du nid (292)
- Lois agricoles
  - Lois sur la nouvelle récolte (293)
  - Lois sur la 'orlah (294)
  - Lois sur les espèces hybrides (295-304)
- Lois sur les aînés (305-321)
- Lois sur le prélèvement de la pâte (322-330)
- Lois sur les offrandes et dîmes (331-333)
- Lois sur l'excommunication individuelle et collective (334-335)
- Lois sur la visite aux malades (336-339)
- Lois sur la Qeriah (340)
- Lois sur le deuil (341-503)

Parmi ces sujets sont également traités, entre autres, l'idolâtrie, le prêt à intérêt, le rachat du premier-né, et l'interdiction de se faire un tatouage.